# Вілфредо Гомес
Вілфредо Гомес Рівера (англ. Wilfredo Gómez Rivera, 29 жовтня 1956) — пуерториканський професійний боксер, чемпіон світу серед аматорів, чемпіон світу за версією WBC (1977—1983) в другій легшій вазі і (1984) в напівлегкій вазі, а також за версією WBA (1985—1986) в другій напівлегкій вазі.
Його сімнадцять послідовних нокаутів у захисті чемпіонства в другій легшій вазі є рекордом для всіх боксерських дивізіонів.
1995 року був прийнятий до Міжнародної зали боксерської слави.

## Аматорська кар'єра
Не маючи і шістнадцяти років, взяв участь в Олімпійських іграх 1972, де був наймолодшим спортсменом у складі збірної Пуерто-Рико. В категорії до 51 кг програв у першому бою Мухаммеду Селіму (Єгипет).
На Іграх Центральної Америки і Карибського басейну 1974 здобув три перемоги і став чемпіоном в категорії до 54 кг.
На чемпіонаті світу 1974 закінчив усі бої достроково і завоював золоту медаль.
- В 1/8 фіналу переміг Мігеля Віті (Перу) — TKO 2
- У чвертьфіналі переміг Кшиштофа Мадея (Польща) — KO 2
- У півфіналі переміг Альдо Косентіно (Франція) — KO 1
- У фіналі переміг Луїса Хорхе Ромеро (Куба) — TKO 2

## Професіональна кар'єра
На профірингу дебютував з нічиєї у листопаді 1974 року. Здобувши після цього п'ятнадцять дострокових перемог поспіль, 21 травня 1977 року вийшов на бій проти чемпіона світу WBC в другій легшій вазі Йом Дон Гюн (Південна Корея) і здобув перемогу нокаутом в 12 раунді 15-раундового бою.
Впродовж 1977—1981 років здобув шістнадцять дострокових перемог, тринадцять з яких були захистами звання чемпіона. Серед переможених були ексчемпіон WBC в другій легшій вазі Кобаясі Роял (Японія), майбутній чемпіон WBA в другій легшій вазі Лео Крус (Домініканська Республіка), чемпіон WBC в легшій вазі і майбутній член Міжнародної зали боксерської слави Карлос Сарате (Мексика), Едді Ндукву (Нігерія).
21 серпня 1981 року вийшов на бій проти чемпіона світу WBC в напівлегкій вазі Сальвадора Санчеса (Мексика) і зазнав першої поразки нокаутом у восьмому раунді.
1982 року здобув шість дострокових перемог, у тому числі в чотирьох захистах. Серед переможених були майбутній чемпіон WBC в другій легшій вазі Хуан Меса (Мексика) і майбутній член Міжнародної зали боксерської слави Лупе Пінтор (Мексика).
31 березня 1984 року здобув першу перемогу за очками одностайним рішенням суддів і відібрав звання чемпіона WBC в напівлегкій вазі у співвітчизника Хуана Лапорте. В першому захисті 8 грудня 1984 року вийшов проти Азума Нельсона (Гана) і зазнав другої в кар'єрі поразки нокаутом в одинадцятому раунді.
Вже в наступному поєдинку 19 травня 1985 року здобув перемогу рішенням більшості і відібрав звання чемпіона WBA в другій напівлегкій вазі у Роккі Локриджа (США). Проте втратив титул 24 травня 1986 року в першому ж захисті проти Альфредо Лейна (Панама).
Провівши ще два переможних боя, завершив кар'єру.